# SpaceX CRS-15
SpaceX CRS-15, також відома як SpX-15 — п'ятнадцята місія вантажного космічного корабля Dragon до Міжнародної космічної станції, яку запустили 29 червня 2018 року. Політ ракети-носія компанії SpaceX здійснювався в рамках контракту Commercial Resupply Services з компанією НАСА.
Повторний політ корабля, що раніше використовувався для місії SpaceX CRS-9. Повторне використання першого ступеня B1045 ракети-носія Falcon 9, який до цього використовували під час запуску космічного телескопу TESS, у квітні 2018 року.

## Історія програми
На початку 2015 року НАСА і компанія SpaceX підписали додаток до контракту на три додаткові місії CRS (від CRS-13 до CRS-15).

## Запуск та політ
Запуск здійснено 29 червня 2018 року о 09:42 (UTC) зі стартового майданчика SLC-40 на мисі Канаверал.
2 липня о 10:54 (UTC) астронавт НАСА Річард Арнольд здійснив захоплення корабля за допомогою крана-маніпулятора Канадарм2. Після цього о 13:50 (UTC) під керуванням із Землі вантажний корабель було пристиковано до модуля Гармоні.
3 серпня о 16:38 (UTC) відбулося відстикування корабля від станції та о 22:17 (UTC) успішне приводнення в Тихому океані. Корабель доставив на Землю відпрацьовані матеріали і результати наукових експериментів.

## Корисний вантаж
Корабель доставив до МКС 2697 кг корисного вантажу.
У герметичному відсіку 1712 кг (з урахуванням упаковки), у тому числі:
- харчі та речі для екіпажу — 205 кг,
- матеріали для наукових досліджень — 1233 кг
- обладнання для вихову у відкритий космос — 63 кг,
- обладнання і деталі для станції — 178 кг,
- комп'ютери та комплектуючі — 21 кг,
- російський вантаж — 12 кг.

У негерметичному відсіці до МКС доставлено вантаж загальною масою 985 кг:
- ECOSTRESS (ECOsystem Spaceborne Thermal Radiometer Experiment on Space Station) — 550-кілограмовий радіометр для вимірювання температури рослинного покриву планети протягом світлової частини доби (буде розміщено назовін МКС).
- Latching End Effector — запасний захоплювач для крана-маніпулятора Канадарм2 (масою 435 кг).